# کیم باکشی
کیم نامئومی باکشی (ارمنی: Կիմ Նաումի Բակշի؛ زادهٔ ۱ مارس ۱۹۳۱ - درگذشته ۵ مارس ۲۰۱۹) نویسنده اهل روسیه بود.

## زندگی‌نامه
وی در ۱ مارس ۱۹۳۱ در مسکو به دنیا آمد و از فارغ‌التحصیل گشت. وی برنده جوایزی همچون مدال موسس خورناتسی است. وی در ۵ مارس ۲۰۱۹ در ۸۸ سن سالگی در مسکو درگذشت.